# Пітер Доллонд
Пі́тер До́ллонд (англ. Peter Dollond; 24 лютого 1731 — 2 липня 1820) — британський розробник та виробник оптичних приладів, син відомого оптика Джона Доллонда, народився у Кенсінгтоні (Англія). Став відомим завдяки успішному бізнесові в галузі оптики та винайденню апохромату.

## Життєпис
Працюючи разом з батьком, а згодом з молодшим братом та племінником (Джорджем Доллондом), Пітер Доллонд розробив та виготовив низку успішних оптичних приладів. Йому приписують винайдення у 1763 році ахроматичного триплета — тобто апохроматичної лінзи, яка широко використовується до сьогодні.
Пітер Доллонд спочатку разом з батьком займались виробництвом шовкових тканин, але пристрасть батька до оптики настільки надихнула сина, що у 1750 Пітер покинув батьківський бізнес й відкрив магазин оптичних інструментів в Кеннінгтоні (Лондон). Через два роки його батько теж облишив виробництво шовку та приєднався до сина.
У 1765 році Пітер Доллонд об'єднав дві опуклі лінзи з кронового оптичного скла з однією подвійно-увігнутою лінзою з флінтового скла, щоб створити потрійну ахроматичну лінзу, яка позбавила зображення сторонніх кольорів і значно зменшила сферичну похибку існуючого обладнання.
Телескопи «Dollond» для вивчення космосу й наземного використання були одними з найпопулярніших у Великій Британії і за кордоном упродовж понад півтора століття. Сам адмірал лорд Нельсон використовував один з них. Інший прилад у 1769 році вирушив у плавання з капітаном Куком, завдяки якому той спостерігав за проходженням Венери перед диском Сонця.
У 1772 році Пітер Доллонд був обраний членом Американського філософського товариства
Створений Пітером Доллондом портативний (коробковий) мікроскоп (англ. chest microscope) за типом конструкції Джона Каффа, ґрунтувався на удосконаленнях мікроскопа, виготовленого британськими розробниками наукових приладів Едвардом Нерном і Томасом Блантом приблизно у 1780 році.
Інша конструкція Пітера Доллонда, що була створена приблизно у 1790 році, стосувалася складного монокулярного еріометра — приладу для точного вимірювання товщини волосини вовни та вовняної тканини.
Після успішного захисту судового оскарження патенту на ахроматичні лінзи, яким він володів, бізнес процвітав. Він виграв судові позови до конкурентів за порушення його авторських прав. Репутація Доллонда, особливо завдяки тому, що його батько був членом Королівського товариства, а також завдяки володінню патентом на ахромат, дала компанії фактичне право відмовитись від використання найкращого оптичного кремнієвого скла. Цей привілей дозволив Доллонду протягом багатьох років зберігати перевагу у якості порівняно з телескопами та іншими оптичними інструментами конкурентів.
Серед відомих клієнтів Пітера Доллонда також були: Леопольд Моцарт, Фрідріх II, Томас Джефферсон.
У 1927 році Dollond & Co об'єдналась з Aitchison & Co, щоб сформувати Dollond & Aitchison, відому британську мережу магазинів оптики.
Дружиною Пітера Доллонда була Енн Філліпс і у них було дві дочки: Луїза і Енн